# Sono
Sono là một tổng thuộc tỉnh Kossi ở phía tây Burkina Faso. Thủ phủ là thị xã Sono. Dân số năm 2006 là 7.276 người.

## Các thị xã và các làng
- Sono (3 241 indân) (thủ phủ)
- Bantombo	(571 indân)
- Botte (302 dân)
- Dankoumana	(790 dân)
- Kallé	(812 indân)
- Koury	(713 dân)
- Lanfiera-koura	(67 dân)
- Siéla	(460 dân)
- Soro	(241 dân)
- Zampana	(123 dân)[2]